# An seiner Seite
An seiner Seite ist ein deutscher Fernsehfilm, der am 7. Mai 2021 auf Arte erstmals gesendet wurde.

## Handlung
Charlotte Kler, die Frau des weltberühmten Dirigenten Walter Kler, kommt glücklich aus Kalifornien in München an. Sie ist Wienerin, aber in München aufgewachsen. Sie freut sich, dass ihr Mann das Engagement als Orchesterleiter in München angenommen hat und nach den langen Zeiten des Künstlernomadenlebens zwischen Amerika und Japan etwas Ruhe in vertrauter Umgebung einzukehren verspricht. Sie hört im Radio Walters Antrittskonzert, das Klavierkonzert Nr. 2 von Rachmaninow, im Konzerthaus und eilt dorthin. Sie kommt zu spät, um den Platz neben ihrer Tochter Viola einnehmen zu können. Viola, die dem Konzert mit freudigem Genuss lauschte, hatte einen Brief für sie, den sie nun ihrem Vater übergeben musste.
Im großen Haus, das die Klers als neues Domizil gekauft hatten, erwartet Charlotte allerdings eine die Stimmung trübende Überraschung. Obwohl ihr Mann wohl Wochen früher nach München gekommen ist, findet sie nur unausgepackte Kisten. Walter hatte zwischenzeitlich im Hotel gewohnt. Wie üblich überlässt er ihr vollständig die Einrichtung und Führung des Haushaltes, um sich voll seinem Dienst an der Musik zu widmen. Auch scheut er nicht, spontan den Intendanten und die von ihm bewunderte Pianistin Nathalie Noirot in all das Umzugsgewirr einzuladen. Charlotte wird das schon machen. Dabei gerät auch der Brief seiner Tochter an die Mutter, den er übergeben sollte, in Vergessenheit. Auch Charlotte war einmal eine hoffnungsvolle Pianistin. Sie lernte Walter auf einem hochkarätigen Ausscheid kennen. Dann wurde sie seine Frau. Jetzt ist ihre Bestimmung, dem Maestro den Rücken freizuhalten. Zufällig erfährt Charlotte bei diesem gemeinsamen Abendessen, dass Walter der schönen und begabten Pianistin zu einem Auftritt in der New Yorker Metropolitan Opera verhelfen will und er auch darauf hofft, dort selbst Konzerte geben zu können. Davon hatte er Charlotte nichts gesagt. Also kein Rückzug nach München, was sie sich so gewünscht hatte nach all dem unsteten Leben.
Als sie endlich den Brief liest, ihr Mann wird es nie tun, wird sie konfrontiert mit den Vorwürfen ihrer Tochter Viola. Viola ist inzwischen geschieden, arbeitet als Musiklehrerin und lebt mit ihrer Tochter Lisa ebenfalls in München. Sie beklagt sich, dass sie frühzeitig in ein Internat gesteckt wurde, statt mit ihren Eltern groß werden zu können. Charlotte und Walter glaubten, ihr Künstlernomadenleben dem Kind nicht zumuten zu können. Außerdem dachten sie an frühzeitige Begabtenförderung. Viola spielte ausgezeichnet Cello. Viola klagt Charlotte an, nicht nach ihren Wünschen, ihrer Befindlichkeit gefragt worden zu sein. Charlotte besucht Viola und Lisa, nachdem alle ihre Einladungen an sie ins Leere gelaufen waren. Dort lernt sie eine politisch aktive Lisa kennen, die, ebenfalls für das Cellospiel begabt, lieber Sport treibt und Musik als zweitrangig hinter politischem Engagement sieht. Das Gespräch zwischen Charlotte und Viola sowie Lisa erstarrt im Schlagabtausch von Vorwürfen und gegenseitigem Unverständnis.
Die einzige seelische Entlastung bietet für Charlotte die Begegnung mit Martin Scherer. Das ist ein Witwer, der eines Morgens mit einem grünen Eimerchen Charlotte bittet, etwas Erde von ihrem Grundstück entnehmen zu können. Seine verstorbene Frau hatte sich diese Erde in ihr Grab gewünscht, weil sie in diesem Hause aufgewachsen war. Mit Martin Scherer begegnet Charlotte eine andere Welt. Er kommt aus Thüringen. War Schwimmer im Olympiakader der DDR und nutzte die Olympischen Spiele in München zur Flucht in den Westen. Hier lernte er seine Frau kennen und war lange Jahre Bademeister im Freibad. Er kann mit der großbürgerlichen Welt, er kann mit der klassischen Musik nicht viel anfangen. Dafür begegnet er Charlotte offen und hört ihr zu. Sie erfährt von einer anderen Welt und wird endlich einmal wahrgenommen. Martin Scherer trauert um seine Frau und erfüllt ihren letzten Wunsch, so sonderbar er sei! Es entsteht ein leises Vertrauensverhältnis. Walter will, als er davon erfährt, diesem ein Ende bereiten, selbstherrlich und ohne Skrupel für Lüge und Hinterhalt. Dies wird Charlotte offenbar und erschüttert ihr Verhältnis zu Walter weiter.
Als sie endlich das Buch von Laurens van der Post liest, das sie vor langer Zeit gekauft und ihr von ihrer Enkelin Lisa als Lektüre aktuell empfohlen wurde, bekommt Charlotte eine Chiffre für ihre Erfahrungen: Ein Stamm in Namibia vollzieht Todesurteile an Verurteilten nicht durch Gewalt, sondern indem diese nicht mehr gegrüßt werden. Ihr Gruß bei Begegnungen heißt: "Ich sehe dich."  Es ist also fatal, nicht mehr gesehen, nicht mehr wahrgenommen zu werden. Sie teilt das Walter mit, der sich gerade in New York um die Karriere der schönen Pianistin bemüht. Walter ist davon plötzlich auch betroffen.
Charlotte nutzt die Erkenntnisse aus den Gesprächen mit Martin Scherer, selbst Vater einer Tochter, die ihn übergriffig umsorgt und Charlotte als Konkurrentin für ihre geliebte und verstorbene Mutter auffasst. Martin macht Charlotte deutlich, wie gravierend das Erlebnis für Viola war, ins Internat geschickt zu werden. Charlotte fährt zu ihrer Tochter und entschuldigt sich. Das ermöglicht wieder ein Gespräch zwischen Mutter und Tochter.
Walter sucht, zurück aus New York, seine Frau bei Martin Scherer. Zu seinem Befremden muss er feststellen, dass Martin Scherer mehr über das Fühlen seiner Frau weiß als er selbst. Als er als Egomane über Eifersuchtsgefühle reden will, bescheidet ihm Martin Scherer, dass es doch gar nicht um ihn ginge. Walter folgt Scherers Hinweis und findet Charlotte vor dem Haus seiner Tochter Viola. Er begrüßt Charlotte mit: "Ich sehe dich".  Der Film endet mit Charlottes wägendem Blick auf Walter. Ihre Antwort bleibt offen.

## Hintergrund
Der Film wurde vom 8. September 2020 bis zum 9. Oktober 2020 in München und Umgebung gedreht.
Felix Karolus entwickelte diesen Langspielfilm aus seinem Kurzfilm "Menuett" (2019). Auch hier begegnet Charlotte (Senta Berger), deren Mann allerdings schon gestorben ist, dem Witwer Martin Scherer (Thomas Thieme).

## Rezeption

### Kritiken
Thomas Gehringer schreibt, in diesem Film "gelingt Senta Berger das differenzierte Porträt einer Frau im fortgeschrittenen Alter  – ein weiterer glänzender Mosaikstein in der sechs Jahrzehnte währenden Laufbahn."

„Trotz der ausgezeichneten Arbeit aller Gewerke: Seine herausragende Qualität verdankt der Film dem Ensemble. […] Eine besondere Rolle spielt naturgemäß auch die Musik. „An seiner Seite“ beginnt akustisch opulent, als Walter im Herkulessaal der Münchner Residenz das Klavierkonzert Nr. 2 von Rachmaninoff dirigiert. Die eigentliche Filmmusik von Renzo Vitale ist dagegen deutlich sparsamer, setzt aber mit zärtlichen Klavierklängen immer wieder Akzente.“

### Einschaltquoten
Die Erstausstrahlung von An seiner Seite im ZDF am 10. Mai 2021 wurde in Deutschland von 5,18 Millionen Zuschauern gesehen und erreichte für das ZDF einen Marktanteil von 16,9 %.